# Farout
Farout, voorlopige officiële aanduiding 2018 VG18, is een transneptunisch object dat zich op een afstand van ongeveer 120 astronomische eenheden van de zon bevindt. De naam Farout is gebaseerd op het Engelse "far out", dat "ver weg" betekent.

## Ontdekking
Farout werd in 2018 ontdekt met de Subaru-telescoop op Mauna Kea door Scott Sheppard, David Tholen en Chad Trujillo. Zij deden de ontdekking tijdens de op dat moment al twee jaar lopende zoektocht naar de hypothetische Planeet negen. De ontdekking werd op 17 december 2018 bekendgemaakt door de Internationale Astronomische Unie. De eerste foto's van het object waren gemaakt op 10 november.

## Eigenschappen
Bij de ontdekking was Farout het verste object dat in het zonnestelsel is waargenomen. Het stond ca. 25% verder van de zon af dan Eris. Echter, andere dwergplaneten zoals Sedna hebben een elliptische baan die verder van de zon komt dan waar Farout was op het moment van ontdekking.
Bij de ontdekking werd geschat dat de omlooptijd van Farout rond de zon ongeveer 1000 jaar bedraagt. Op basis van de helderheid is de diameter van Farout geschat op ongeveer 500 kilometer, waarmee het zou moeten worden geclassificeerd als een dwergplaneet. Het oppervlak is waarschijnlijk ijsachtig en heeft een roze gloed, die ook bekend is van andere objecten in het buitengebied van het zonnestelsel.

## FarFarOut
Eind februari 2019 werd de ontdekking van een object bekendgemaakt (2018 AG37) dat zich op 140 AE van de zon bevindt: het wordt FarFarOut genoemd.